# Giovanni Battista Siragusa
Giovanni Battista Siragusa est un historien italien né le 9 septembre 1848 et mort le 2 septembre 1934.
Spécialiste de la Sicile médiévale, il a enseigné l'histoire ancienne à l'université de Messine et l'histoire médiévale et moderne à celle de Palerme, et fut membre de la Société sicilienne pour l'histoire de la Patrie, de l'Accademia di scienze, lettere e arti de Palerme et de la Società Dante Alighieri.
Une rue de Palerme porte son nom (via Giovanni Battista Siragusa).

## Publications sélectives
- Il regno di Guglielmo I in Sicilia, Palerme, 1885.
- L'ingegno il sapere e gl'intendimenti di Roberto d'Angiò, Palerme, 1891.
- La historia: o, Liber de Regno Sicilie e la Epistola ad Petrum panormitane ecclesie thesaurarium di Ugo Falcando, Rome, 1897.
- Sulla topografia medioevale palermitana, Tipografia della R. Accademia dei Lincei, 1913.